# Will Fleury
Will Fleury (ur. 13 marca 1989 w Cahir) – irlandzki zawodnik mieszanych sztuk walki (MMA). Były zawodnik takich organizacji jak: BAMMA, Bellator MMA, Brave CF oraz PFL. Mistrz czesko-słowackiej organizacji Oktagon MMA w wadze półciężkiej i ciężkiej.  

## Kariera MMA

### Wczesna kariera
Fleury zadebiutował w zawodowym MMA 2 kwietnia 2016 roku w walce z Johnem Redmondem na BFC 15, wygrywając walkę przez poddanie. 
W kolejnej walce zmierzył się z Kyle'em McClurkinem na BAMMA 28, wygrywając walkę przez TKO. Następnie walczył na galach EFC 66 i Brave CF 10, wygrywając obie walki.

### Bellator MMA
W 2018 roku związał się z organizacją Bellator MMA. W pierwszej walce dla nowego pracodawacy zmierzył się z Alenem Amedovskim na Bellator 203 w dniu 14 lipca 2018 roku. Przegrał walkę przez nokaut w pierwszej rundzie.
W drugiej walce dla Bellatora, którą stoczył 23 lutego 2019 roku poddał w drugiej rundzie Shauna Taylora.
12 lipca 2019 roku pokonał jednogłośnie na kartach punktowych (30-26, 30-27, 30-27) Antonio Jonesa. Starcie odbyło się na gali Bellator 224.
27 września 2019 na Bellator 227 zmierzył się z Norbertem Novenyim. Przegrał walkę jednogłośną decyzją (30-26, 30-26, 30-27).
Podczas gali Bellator 240 w lutym następnego roku zmierzył się z Justinem Moore'em. Wygrał walkę przez poddanie w pierwszej rundzie.
26 września 2020 podczas Bellator Milan 2 wygrał jednogłośną decyzją walkę z Kentem Kauppinenem. Dla  Fleury'ego był to powrót do kategorii średniej oraz ostatnia walka dla tej organizacji.

### UAE Warriors i PFL
26 marca 2022 roku zdobył pas mistrzowski wagi średniej organizacji UAE Warriors, pokonując na pełnym dystansie pięciu rund Tareka Suleimana.
W tym samym roku zadebiutował w czołowej amerykańskiej organizacji Professional Fighters League. W swoim debiucie zmierzył się z Anthonym Salamone 13 sierpnia 2022 na PFL 8. Wygrał walkę jednogłośną decyzją sędziów (30-25, 30-25, 30-25).
Fleury rozpoczął playoffy sezonu regularnego 2023 walką z Krzysztofem Jotko, do której doszło 1 kwietnia 2023 na PFL 1. Początkowo wygrał przez niejednogłośną decyzję. Wynik walki został później zmieniony na nierozstrzygnięty, po tym jak Fluery uzyskał pozytywny wynik testu na obecność drostanolonu.
8 czerwca 2023 na PFL 4 miał zmierzyć się z Robem Wilkinsonem. Po tym, jak Fleury nie przeszedł testu narkotykowego, zastąpił go Ty Flores. 31 maja ujawniono, że Wilkinson również nie przeszedł testu narkotykowego. Fleury i Wilkinson zostali później zawieszeni na 9 miesięcy i ukarani grzywną za pozytywne wyniki testów.

### Oktagon MMA
Debiutując w czesko-słowackiej organizacji, Fleury zmierzył się z Danielem Škvorem 20 kwietnia 2024 na Oktagon 56. Wygrał walkę przez poddanie w drugiej rundzie.
12 października 2024 na Oktagon 62 znokautował w pierwszej rundzie Pavola Langera.
29 grudnia 2024 podczas gali Oktagon 65 zmierzył się z Karlosem Vémolą o mistrzostwo wagi półciężkiej. Wygrał walkę jednogłośną decyzją, zdobywając tytuł.
Ponad dwa miesiące później na Oktagon 68: Todev vs. Fleury w Stuttgarcie zawalczył o drugi pas mistrzowski wyższej kategorii wagowej, mierząc się z  Lazarem Todevem. Zwyciężył przez jednogłośną decyzję sędziów (49-46, 48-47, 48-47), dzięki czemu stał się mistrzem wagi ciężkiej Oktagon MMA.

## Osiągnięcia

### Mieszane sztuki walki

#### Amatorskie
- 2014: Zwycięzca turnieju Ryoshin FC w wadze średniej
- 2014: Mistrz Ryoshin FC w wadze średniej

#### Zawodowe
- UAE Warriors
  - 2022: Mistrz UAE Warriors w wadze średniej
- Oktagon MMA
  - 2024: Mistrz Oktagon MMA w wadze półciężkiej[5]
  - 2025: Mistrz Oktagon MMA w wadze ciężkiej[27]

## Lista zawodowych walk w MMA
| Wynik     | Bilans   | Przeciwnik (bilans przed walką) | Rozstrzygnięcie                      | Runda | Czas | Rozgrywki                                       | Data       | Miejsce             | Uwagi |
| --------- | -------- | ------------------------------- | ------------------------------------ | ----- | ---- | ----------------------------------------------- | ---------- | ------------------- | --- |
| Wygrana   | 15-3 (1) | Lazar Todev (11-6)              | Decyzja (jednogłośna)                | 5     | 5:00 | Oktagon 68: Todev vs. Fleury                    | 08.03.2025 | Stuttgart           | Zdobył wakujący pas mistrzowski Oktagon MMA w wadze ciężkiej. Main Event |
| Wygrana   | 14-3 (1) | Karlos Vémola (37-8)            | Decyzja (jednogłośna)                | 5     | 5:00 | Oktagon 65: Paradeiser vs. Keita 2              | 29.12.2024 | Praga               | Zdobył pas mistrzowski Oktagon MMA w wadze półciężkiej. Co-Main Event |
| Wygrana   | 13-3 (1) | Pavol Langer (13-10)            | TKO (lewy hak)                       | 1     | 1:31 | Oktagon 62: Bigger Than Ever                    | 12.10.2024 | Frankfurt nad Menem | |
| Wygrana   | 12-3 (1) | Daniel Škvor (7-3)              | Poddanie (duszenie trójkątne rękoma) | 2     | 1:14 | Oktagon 56: Aby vs. Creasey                     | 20.04.2024 | Birmingham          | Debiut w Oktagon MMA. |
| Nieodbyta | 11-3 (1) | Krzysztof Jotko (24-6)          | No contest (zmiana werdyktu)         | 3     | 5:00 | PFL 1: 2023 Regular Season                      | 01.04.2023 | Las Vegas           | Playoffy sezonu regularnego PFL 2023 w wadze półciężkiej. Początkowo zwycięstwo Irlandczyka niejednogłośną decyzją sędziów. Fluery został zawieszony za stosowanie dopingu, a walka została uznana za nieodbytą |
| Wygrana   | 11-3     | Anthony Salamone (7-0)          | Decyzja (jednogłośna)                | 3     | 5:00 | PFL 8: 2022 Playoffs                            | 13.08.2022 | Cardiff             | Debiut w PFL. Powrót do wagi półciężkiej. |
| Wygrana   | 10-3     | Tarek Suleiman (12-7)           | Decyzja (jednogłośna)                | 5     | 5:00 | UAE Warriors 28                                 | 26.03.2022 | Abu Zabi            | Zdobył inauguracyjny pas mistrzowski UAE Warriors w wadze średniej. |
| Wygrana   | 9-3      | Hojat Khajevand (4-2)           | Decyzja (jednogłośna)                | 3     | 5:00 | EFM Show 2: Materla vs. Rimbon                  | 11.09.2021 | Sofia               | |
| Wygrana   | 8-3      | Kent Kauppinen (12-5)           | Decyzja (jednogłośna)                | 3     | 5:00 | Bellator Euro Series 8: Edwards vs. Van Steenis | 26.09.2020 | Mediolan            | Powrót do wagi średniej. |
| Przegrana | 7-3      | Maciej Różański (10-3)          | Poddanie (duszenie trójkątne rękoma) | 2     | 4:00 | EFM 3: No compromises                           | 20.06.2020 | Dortmund            | Pojedynek o pas mistrzowski EFM Show w wadze półciężkiej. |
| Wygrana   | 7-2      | Justin Moore (9-4)              | Poddanie (duszenie trójkątne rękoma) | 1     | 4:14 | Bellator 240: Dublin                            | 20.02.2020 | Dublin              | |
| Przegrana | 6-2      | Norbert Novenyi Jr. (3-0)       | Decyzja (jednogłośna)                | 3     | 5:00 | Bellator 227: Gallagher vs. Salazar             | 27.09.2019 | Dublin              | |
| Wygrana   | 6-1      | Antonio Jones (7-2)             | Decyzja (jednogłośna)                | 3     | 5:00 | Bellator 224                                    | 12.07.2019 | Thackerville        | Limit umowny -86 kg. |
| Wygrana   | 5-1      | Shaun Taylor (8-1)              | Poddanie (duszenie zza pleców)       | 2     | 1:32 | Bellator 217: Gallagher vs. Graham              | 23.02.2019 | Dublin              | Limit umowny -86 kg. Taylor nie wypełnił limitu wagowego. |
| Przegrana | 4-1      | Alen Amedowski (6-0)            | KO (ciosy pięściami)                 | 1     | 1:39 | Bellator 203: Pitbull vs. Weichel 2             | 14.07.2018 | Rzym                | Debiut w Bellator MMA. |
| Wygrana   | 4-0      | Tarek Suleiman (6-4)            | Decyzja (jednogłośna)                | 3     | 5:00 | Brave CF 10                                     | 02.03.2018 | Amman               | Debiut w Brave CF. |
| Wygrana   | 3-0      | Gordon Roodman (3-5-1)          | TKO (ciosy pięściami)                | 2     | 1:35 | EFC Worldwide 66                                | 16.12.2017 | Pretoria            | Debiut EFC Worldwide. |
| Wygrana   | 2-0      | Kyle McClurkin (0-0)            | TKO (ciosy pięściami)                | 1     | 2:49 | BAMMA 28                                        | 24.02.2017 | Belfast             | Debiut BAMMA. |
| Wygrana   | 1-0      | John Redmond (5-10)             | Poddanie (duszenie trójkątne rękoma) | 1     | N/A  | Battle Zone FC 15                               | 02.04.2016 | Donaghmede          | Debiut w wadze średniej. |